# Farol do Ilhéu de Cima (Kap Verde)
Der Farol do Ilhéu de Cima (deutsch Leuchtturm des Inselchens Cima, englisch Ilhéu de Cima Lighthouse) ist ein Leuchtturm auf der Ilhéu de Cima, der Inselgruppe Ilhéus do Rombo im atlantischen Inselstaat Kap Verde.
Das Leuchtfeuer befindet sich ca. 80 m über dem Meeresspiegel. Der Leuchtturm ist das einzige Gebäude im Naturreservat Ilhéus do Rombo.

## Architektur
Das Gebäude ist ein kleiner weißer Turm mit 4 m Höhe. Er hat eine weiße Laterne. Der Leuchtturm ist solar-betrieben. Das Leuchtturmwärterhaus ist nebenan. Das Licht blinkt weiß alle 12 Sekunden, die Reichweite beträgt 9 sm. Die Charakteristik ist: Fl (3) W 12s.